# Ellery Cairo
Ellery Cairo (* 3. August 1978 in Rotterdam) ist ein ehemaliger niederländischer Fußballspieler.

## Werdegang
Cairo debütierte als Profispieler in der Saison 1994/95 beim niederländischen Ehrendivisionär Feyenoord Rotterdam. Hier konnte er sich aber nicht durchsetzen und wurde nach drei Spielzeiten, in denen er insgesamt nur ein Spiel bestritten hatte, zum Stadtrivalen Excelsior abgegeben. Dort konnte sich das Talent Cairos entfalten, er wurde zu einem der Leistungsträger der Mannschaft. In der Saison 1998/99 holte ihn Feyenoord wieder in das Team zurück.
Im Jahr 2000 wechselte er zum Ehrendivisionär Twente Enschede und 2003 zum SC Freiburg in die Bundesliga. Nach dem Abstieg des Sportclubs aus der Bundesliga im Sommer 2005 wechselte er zu Hertha BSC. In diese Zeit fällt auch seine erste Berufung in das Aufgebot der niederländischen Nationalmannschaft durch Bondscoach Marco van Basten, zum Einsatz kam er jedoch nicht. 
Zur Saison 2007/2008 wechselte Cairo zum englischen Zweitligisten Coventry City. Er unterschrieb einen Vertrag über ein Jahr plus ein Jahr Option. Doch nach einem Jahr und nur sieben Einsätzen für den Verein trennten sich bereits die Wege von Stürmer und Coventry City wieder und Cairo zog es in die Niederlande. Dort stellte er sich in die Dienste von NAC Breda. Zwei Spielzeiten später wechselte er zu Heracles Almelo.
Ellery Cairo wechselte im Sommer 2011 zu AGOVV Apeldoorn und beendete schließlich 2012 seine Karriere nach einer Spielzeit beim Verein.
Seit der Saison 2017/18 arbeitet Ellery Cairo als Fitnesstrainer für die Jugendmannschaft von Twente Enschede.